# Ruben Welde
Ruben Welde (né le 30 octobre 1988 à Dresde) est un ancien coureur allemand du combiné nordique, membre du club SC Sohland.

## Carrière
Welde fait ses débuts internationaux en 2005, lors d'une course FIS. À partir de 2006, il participe à la Coupe du monde B. Lors du Championnat du monde juniors 2006 à Kranj, avec Toni Englert, Stefan Tuss et Tom Beetz, il remporte la médaille d'or par équipes. Un an plus tard, à Tarvisio, il remporte la médaille d'argent, cette fois-ci avec Sebastian Reuschel, Stefan Tuss et Eric Frenzel. En outre, Welde y décroche la 8e place du sprint et la 12e du gundersen.
Le 20 janvier 2008, il fait à Klingenthal ses débuts en Coupe du monde. Un an plus tard, également à Klingenthal, une 26e place lui permet de gagner cinq points au classement général de la Coupe du monde, ce qui lui permet de terminer la saison 2008-09 à égalité de points avec le Norvégien Thomas Kjelbotn, à la 70e place du général. Depuis lors, il a obtenu divers podiums en Coupe continentale, compétition dont il a terminé deuxième du classement général en 2009.
En mars 2012, il met un terme à sa carrière sportive.